# Ruf Records
Ruf Records is een onafhankelijk Duits platenlabel voor blues, Het label werd in 1994 opgericht door de manager van Luther Allison, Thomas Ruf, om Allisons carrière te bevorderen. Het motto van het label is Where Blues Crosses Over. Het is gevestigd in Lindewerra.
Ruf Records heeft sinds zijn oprichting meer dan honderd cd's en dvd's uitgebracht en kreeg voor twee platen een Grammy-nominatie. Ook werden tien Blues Music Award-nominaties in de wacht gesleept. 'Songs of the Road', een dvd van Luther Allison, kreeg in 2011 de Blues Music Award voor beste dvd. In 2007 kreeg het label een 'Keeping the Blues Alive Award' van de Blues Foundation in Memphis.
Musici en groepen die op het label uitkwamen zijn onder meer Allison, zijn zoon Bernard Allison, Louisiana Red, Canned Heat, Skinny Molly, Kevin Coyne, Sue Foley, Omar & the Howlers, Oli Brown, Spooky Tooth en Walter Trout.
Sinds 2005 wordt onder de titel 'Blues Caravan' ieder jaar een groep musici bijeengebracht die gezamenlijk op tournee gaat.